# Edö, Stockholms län

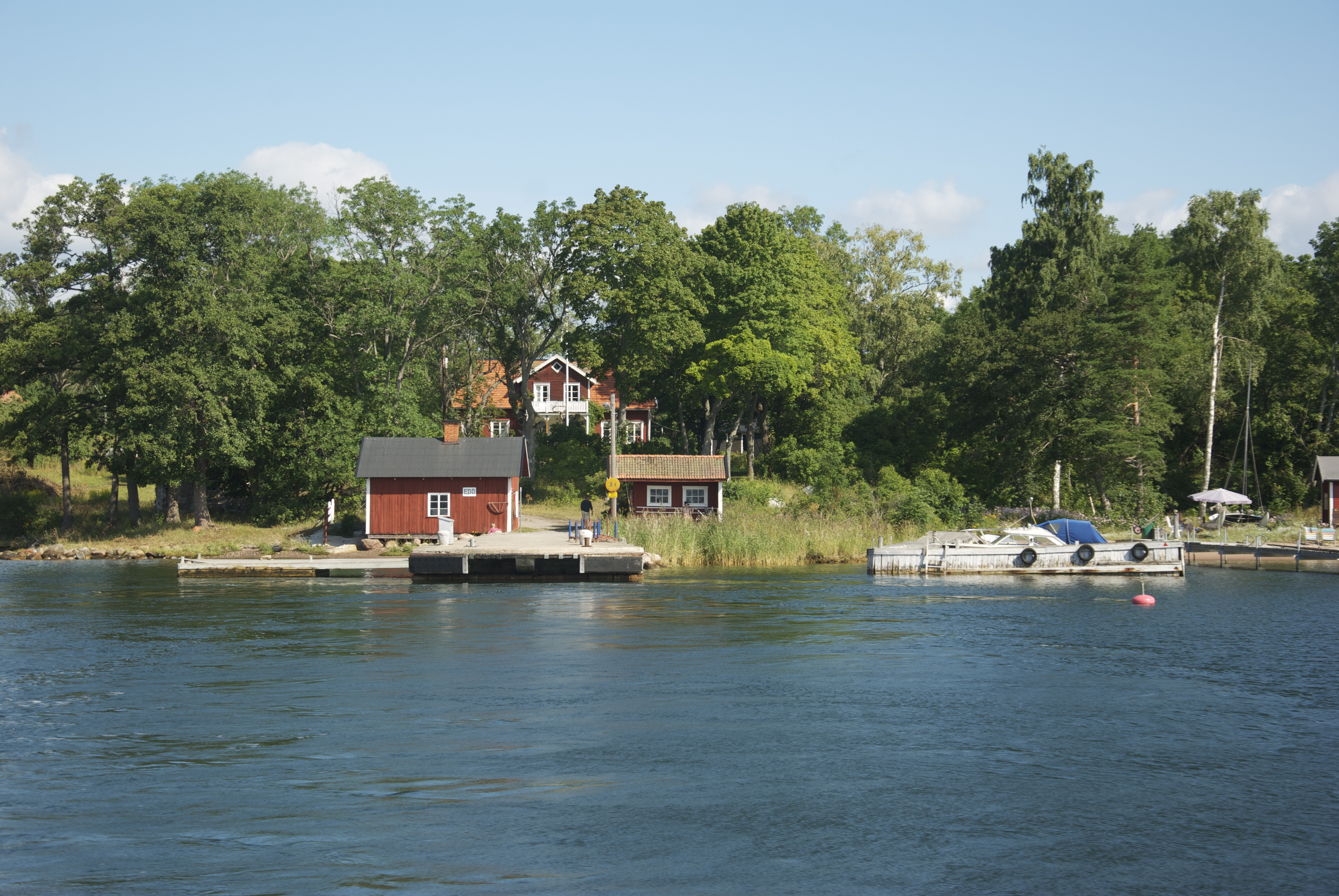
Edö brygga sommaren 2011.

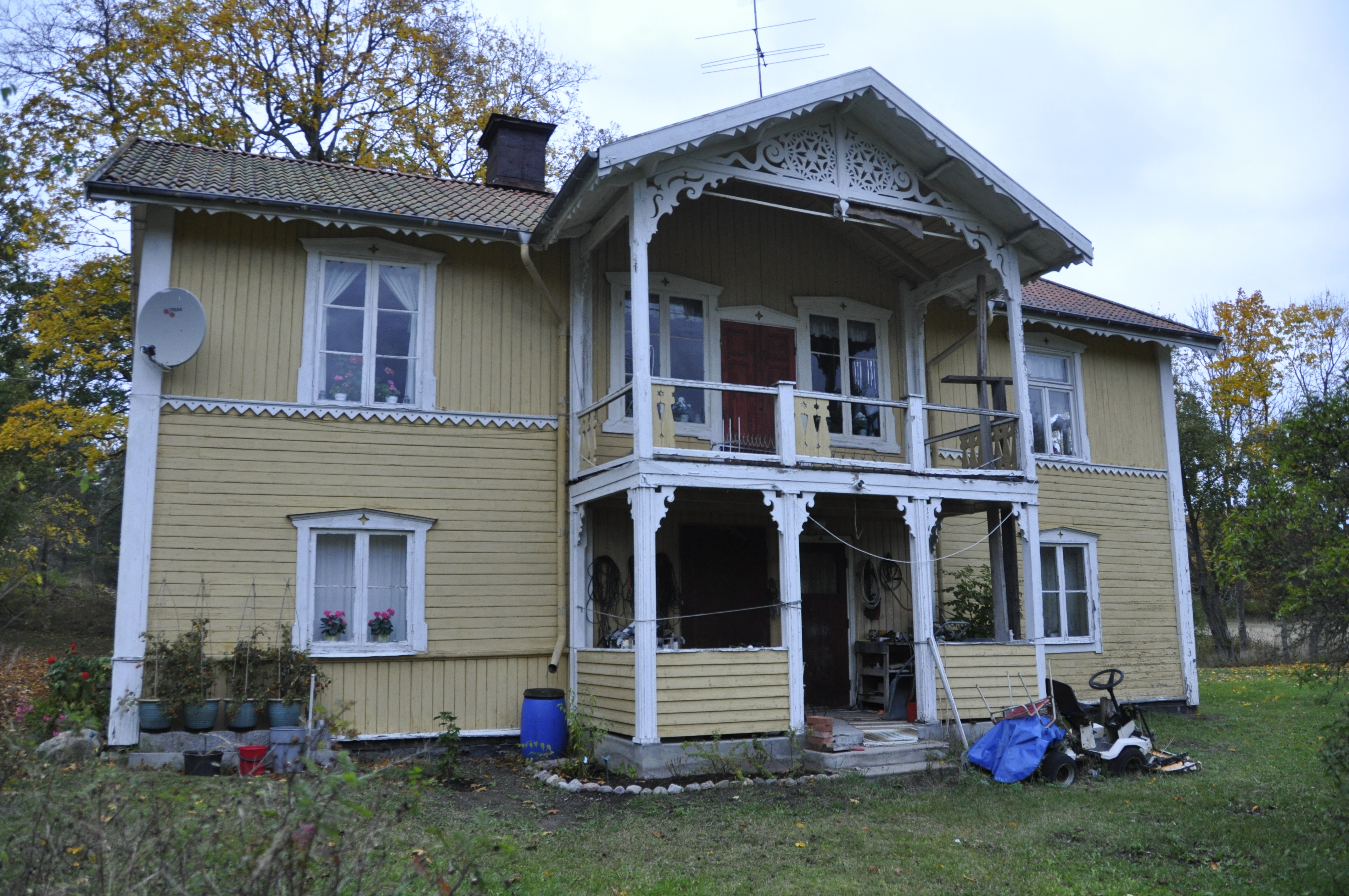
Mangårdsbyggnad Edö ö, Österåkers kommun

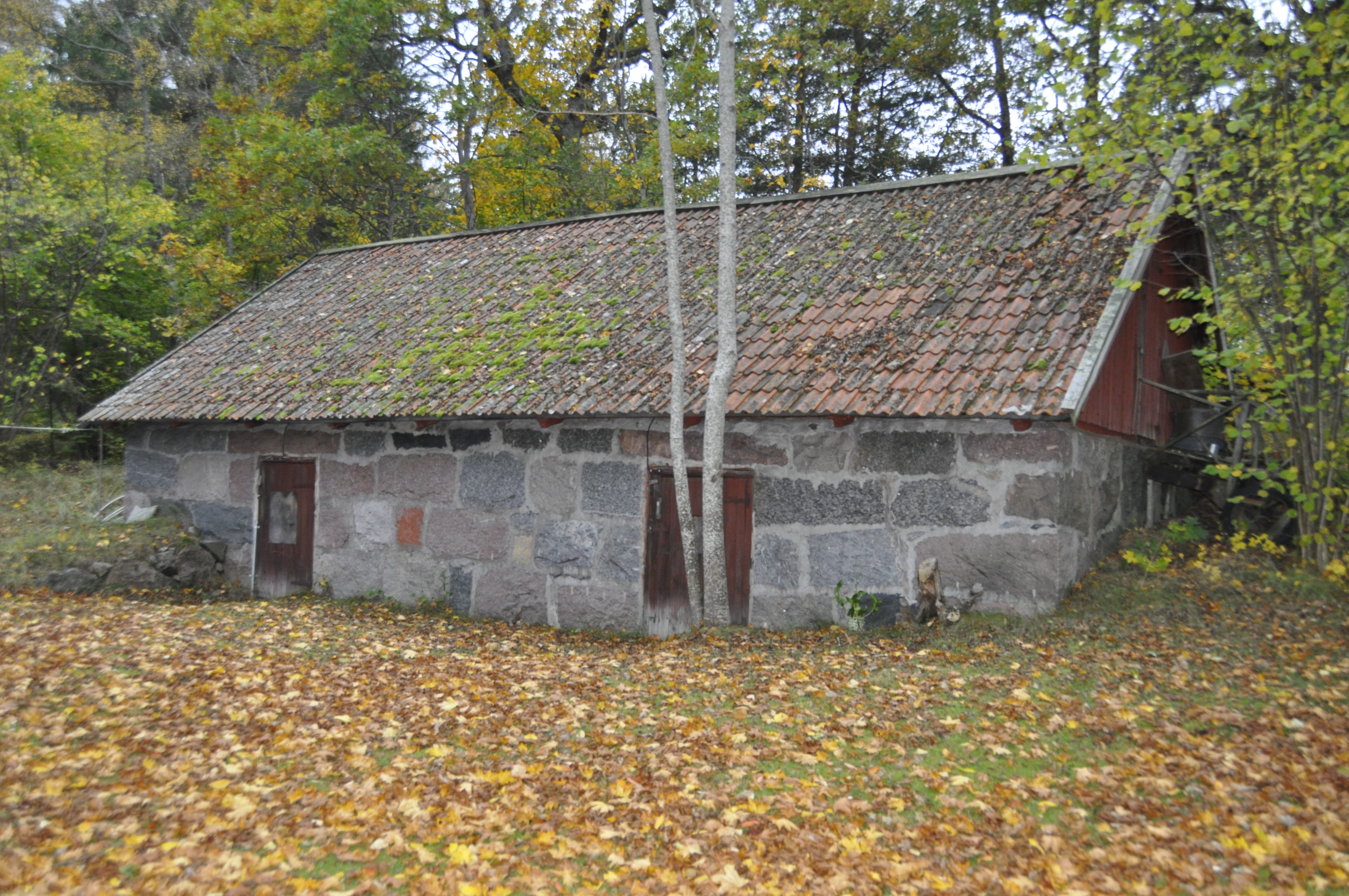
Sannolikt fatbursbyggnad, Edö ö.

Edö är en ö som ligger mellan Södra Ljusterö och Äpplarö i Stockholms skärgård. Edö är 2,5 km lång och tillsammans med den ihopväxta Edö ö hela 5 km lång. Ön trafikeras av Waxholmsbolaget.